# そこまで言って委員会NP
『そこまで言って委員会NP』（そこまでいっていいんかい エヌピー）は、読売テレビ (ytv) とBOY'Sの共同制作で放送されているバラエティ番組。放送開始時は『たかじんのそこまで言って委員会』（たかじんのそこまでいっていいんかい）で司会を務めていたやしきたかじんの冠番組。没後の2015年4月に改題。リアルタイム字幕放送（2006年11月 - ）、ステレオ放送（2011年10月9日 - ）を実施。

## 概要
番組では、巷のニュースの中から社会問題、政治、経済から芸能、スポーツ、男と女の事件簿まで、あらゆるジャンルのテーマを取り上げるが、時に「特集」として一つのテーマに絞って深く掘り下げたり、企画ものを行うこともある。基本的なフォーマットは、まず、数分程度の長さの議題提案をVTRで紹介し、そのあと出演者が自らの意見を披露しながら放送の限界に挑む討論を行う。パネリストは政治家や文化人、評論家、タレントなど毎回8人。
現在の番組タイトルにある「NP」には、New Program、No Problem、No President、No Policy、No Plan、Naniwa Power、日本（にっぽん）などの意味があると番組内にて説明されている。
番組の主な流れとしては、議論のテーマとなる内容のVTR放送後にその議論がスタートされるのだが、バラエティ番組である形式上、一定のタイミングで身内ネタや議論とは無関係なネタで笑いを取る傾向がある。ある程度の結論がついたらまた別のテーマのVTRを流して討論という形を終了まで繰り返すことになる。番組最後はトークにオチがついて終了する。
なお、パネラーの発言に放送には不適切な内容が含まれていると判断した場合は、発言そのものがカットされるか、一言二言程度であればその部分のみ効果音を被せた上、口の動きから察せられることのないようパネラーの口元にはパネラーのイニシャルを記したマーク（例えば、竹田恒泰であれば『TT』）が被せられる。

### 討論スタイル
やしきたかじんが出演していた頃のフォーマットは、毎週3つの討論テーマを取り上げ、うち2つは核ともなる政治・経済・国際・社会問題など、最後の1つに関しては重いテーマではなく、芸能やサブカルチャーなど比較的親しみやすい事柄を取り上げていた。現在は企画もので終始したり、1つの討論テーマに絞るなどしている。
2007年の橋下の政界入りや2012年の三宅の逝去、2013年の勝谷の降板、2014年のたかじんの逝去、2015年の宮崎の再復帰後の降板と津川の降板、（準）レギュラーであったざこばの大病以後の出演頻度の激減に伴い、出演者が長谷川、金に代わって門田や山口の出演回数の増加と、番組開始以後と比較し出演者は大きく変化しており、2021年2月に再復帰した辛坊がニュースキャスター勇退に伴って、降板の申入れ済で辛坊の後に『朝生ワイド す・またん!』のニュース解説を担当している、同局報道局プロデューサーの野村明大が「政策秘書（サブMC）」として加わり、黒木が「議長（司会）」に昇格することが発表された。

### 放送時間・収録
2002年5月26日から3回特別番組として放送され、2003年7月13日からレギュラー番組化された。放送時間は2003年7月13日から2004年9月26日まで、毎週日曜日14:00 - 15:00（実際は14:59まで）。2004年10月3日から、毎週日曜日13:30 - 15:00に拡大（実際の放送時間は13:31 - 14:58）して現在に至る。なお、放送当日に駅伝等のスポーツ中継やその他の特別番組などがある場合、臨時で放送開始時刻や放送時間の変更または休止があるほか、スペシャルとして放送時間の拡大が行われることもある。
収録は読売テレビ第1スタジオで行っており、番組開始当初は毎週金曜に収録していたが、2009年3月より隔週金曜に2本録りを原則としている（放送スケジュールの都合で稀に3本録りとなることもある）。1回の収録では2時間程度通し（休憩なし）で行われるが、実際のオンエアは約75分のため、毎回実質半分弱がカットされている。収録から放送までのタイムラグが発生するため、収録後に政局が動いたり大事件が発生したりして当日のテーマに支障をきたす場合は、テロップで補足説明を行う。また、収録した内容が選挙に影響を与える恐れがあると判断され、討論のテーマが丸々お蔵入りしたケースがあった。なお、カットされたシーンについては、年末などに「未公開シーン」として放送されたり、不定期で発売される番組DVDにほぼノーカットで収録されることもある。
番組は公開収録であり、ホームページの『観覧募集』には収録予定日が記載されているため、観覧を希望する場合はホームページの専用入力フォームにて希望日を選択し、個人情報などを記入して送信すると、後日当選者には番組スタッフから直接連絡が入ることになっている。新型コロナウイルス感染拡大の影響に伴い、2020年2月16日放送分から一時的に観覧客を入れた公開収録を取り止めていたが、新型コロナ感染症が5類相当に移行したため2023年6月4日放送分より公開収録を再開した（現在の黒木・野村体制となってからは初）。なお、公開収録再開後は、観覧客一人一人に対し、観覧前に身分証明書提出による本人確認の実施、誓約書（SNS等で外部に収録内容を口外しないことなど）の提出、スマートフォンなど撮影・録音可能な電子機器を番組スタッフに預けること、金属探知機による手荷物検査の実施など、以前より厳重な体制が取られている。
テーマVTRはハイビジョン化開始され、そして完全デジタル化以後も現在に至るまで4:3SDのままで両サイドにはグレー地に番組ロゴ入りのサイドパネルを設置。ハイビジョン収録された過去の討論部分や素材VTR（自局やNNN系含む）も4:3にサイドカットされている。ただし節目の特別企画などにおいてごくまれに16:9HDのVTRが流れる場合もあった。そして「NP」になった2015年4月5日からようやく16:9HD対応になった。
オープニングのBGMはTHE THRILLの『SPEED JAZZ』（Aメロとエンディング部分）を7秒程度に編集したものを使用している。CM挿入時のジングルは『たかじんの－』時代は12.ヒトエの『レントゲン』のエンディング部分を使用していた。
読売テレビは当初から番組スポンサーを設けず（パーティシペーション）、途中で挿入されるCMはすべてスポットCMである。このため、スポンサーの意向に左右されにくい。とはいえネット局の中にはローカルスポンサーが就くこともあり、読売テレビ側もそれに配慮して提供ベース（主に右下に表示される）のゾーンがある。また一部内容によってはCM枠すべて番組宣伝・BPO・AC・JAROのみで対応する局もある。
放送日には、番組ホームページ内の企画として、収録後に出演したパネリストに楽屋で番組スタッフが直撃する「WEBでも言って委員会」が放送終了後に更新される（収録スケジュールの都合上、以前の放送に出演したパネリストが出演することがある。2013年10月6日からは「ヤマヒロのWEBでも言って委員会」となり、当時副委員長だった山本がパネリストに直撃していた）。

### 視聴率
「たかじんの-」時代も含めると1000回近くにも及ぶ全ての放送回において、関西地区における番組視聴率（ビデオリサーチ調べ）が番組公式ホームページで公開されている。
2003年の番組開始から20年が経過したが、長らく持続的に10〜15%前後を記録してきたなど昼間の番組としては異例の高視聴率番組となっている。たかじんの休養後は平均視聴率が0.3〜1.9%ほど低下したものの、たかじん休養前の2011年4月から休養後の2012年9月までの1年半の平均視聴率は14.7%の高水準をキープした。たかじんの死後、番組名から「たかじん」の冠を外して「そこまで言って委員会NP」にリニューアル後も、平均視聴率は長らく10%以上を維持した。日曜日の昼間の放送であるため、特に台風通過などで在宅率が高い時に高視聴率を出す傾向にあり、これまで1000回近く放送してきたテーマの中で、特に2020年4月では4回全てが15%超、うち3回が20%超、かつ4月26日放送分では2003年の放送開始から17年経って最高視聴率を更新した（政府による緊急事態宣言の発令を受けて、在宅率が高かったためとみられる）。
ただ、2022年10月以降は月に一度10%を超えるかどうかという状況で殆どの回で10%を切っており（2023年4月以降は6%台まで落ち込んでいる）、視聴率は下落傾向にある。
制作局である読売テレビが放送エリアとしている関西地区における、歴代視聴率ベスト5は以下の通り。
1. 2020年4月26日放送「これってアリ？ナシ？そこまで極論で委員会」22.7%
2. 2006年2月12日放送「どこかヘンだぞ!小泉政権危うし」21.6%
3. 2020年4月12日放送「混乱？迷走？なぜ炎上？叩かれる人々を徹底解明」20.8%
4. 2011年5月29日放送「あの‟sengoku38”が登場!!」20.6%
5. 2012年9月30日放送「従軍慰安婦は捏造だ!」20.5%

### 増刊号
2010年4月より、読売テレビでは『増刊!たかじんのそこまで言って委員会』が放送された（初回放送は2010年4月17日14時35分 - ）。この番組は、月1回（原則として最終週だが、第3週の月も多いなど不定）土曜午後に編成される。目玉は、過去の討論の傑作選および未公開シーン。その合間にたかじんと辛坊によるフリートーク、ビートたけしや安藤忠雄へのインタビュー、番組公式ウェブサイトに寄せられた意見の紹介、ウェブサイト「週刊!たかじんのそこまでやって委員会」の宣伝企画や、たかじんがキャプテンとして関わる民間団体「OSAKAあかるクラブ」の近況報告など新撮シーンを放送。また、外国人枠やアイドル席、桂ざこば席（桂ざこば欠席時）に座るにふさわしいタレントを公開オーディションし、その候補者の中から一人に出演権を与えるという『虎の穴』企画（歴代の選考委員長は宮崎哲弥・三宅久之・田嶋陽子）や、一般人100人にアンケートした結果を予想し、司会者やコメンテーターの中で庶民の気持ちが最もわかっているのは誰かを競う『世論でポン』（司会は宮崎哲弥）を定期的に行った。この他、放送中に視聴者からテレドームによる電話投票により意見を募集した（毎回たかじんの自腹でチョイスした特選グッズを、電話投票参加者の中から抽選でプレゼント）。この増刊号でもたかじん・辛坊二人のトーク部分は録画だが、電話投票の結果発表だけは生放送とした（ytv男性アナウンサーによるナレーションのみ）。なお、2012年3月24日の三宅久之引退特集を最後に放送されていない（iモードなどでの携帯電話用ホームページにおける企画は、その後も暫くの間引き続き行われた）。

### 安倍晋三
衆議院議員の安倍晋三が十数回にわたり出演し、内閣総理大臣在任中にも複数回出演している。現職の総理大臣が特定のバラエティ番組に出演を繰り返しているのは極めて異例であり、番組内での発言は一般メディアでも報道されている。特に、当番組は関東広域圏では放送されていないために、全国紙での扱いは通常の報道番組への出演と比べて特異なものになっている。さらに、読売テレビ制作のため、番組出演のために平日に来阪していることも指摘されており、国会開会中に出演した際は野党などから批判を受けた。安倍が出演した回は通常よりも視聴率が高いとされている。読売テレビは出演の経緯について明らかにしない意向を示しているが、局関係者は安倍と制作側との間にパイプがあることは認めている。安倍としても、在京キー局の報道番組への出演と比べて大阪ローカルのバラエティ番組で自身の政治的主張を行うことに特別な意味を持っているとされている。
安倍は自民党幹事長時代に初めて番組に出演して以来、番組およびたかじんと良好な関係を築いており、第一次政権退陣後の2011年には地元山口県長門市の俵山温泉に二人で入る様子が放送された。これは安倍の父親である安倍晋太郎の毎日新聞時代の部下である三宅が番組プロデューサーの井関猛親に提案したことがきっかけであった。このとき、たかじんはワインを飲みながら号泣したが、プロデューサーの判断により、このシーンはカットされた。

## 評価
日本では放送法4条において放送事業者に政治的公平性を求めているため、特に民放の報道番組では出演者の発言が制約されているのに対し、バラエティ番組ことにローカル番組ではその制約がかなり緩やかにできるため、番組開始当初から司会のたかじんを始め出演者の過激な発言が話題となった。このため、読売テレビも当番組はバラエティ番組であることを殊更に強調している。

## 出演者
表記がない人物は、読売テレビアナウンサー。

### MC

#### 議長（司会）
- 黒木千晶[注 13] （2019年4月7日 - ）

#### 秘書室長（アシスタント）
- 野村明大[注 14] （読売テレビ解説委員、2021年3月7日 - ）

### パネリスト

#### レギュラー
- 竹田恒泰（出演回数89回、実業家・憲法学者・作家）[注 15]

#### 準レギュラー
- 田嶋陽子（出演回数270回、元法政大学教授・元参議院議員・シャンソン歌手）[注 16]
- 宮家邦彦（出演回数5回、外交政策研究所代表・立命館大学客員教授）
- 村田晃嗣（出演回数95回、国際政治学者・同志社大学元学長）[注 17]
- 須田慎一郎（出演回数29回、ジャーナリスト）
- 門田隆将（出演回数17回、ジャーナリスト）
- 舛添要一（出演回数30回、元東京都知事・元参議院議員・元厚生労働大臣・元新党改革代表・国際政治学者）● - 一時期出演を控えたが、都知事辞任後は再び出演するようになっている。
- 丸田佳奈（産婦人科医） - 2024年8月18日放送分では議長（司会）である黒木が新型コロナにより欠席した際に議長（司会）代理を担当。
- 山口真由（弁護士・信州大学特任准教授）

#### 不定期出演
- 井上和彦（出演回数47回、軍事ジャーナリスト）
- 筆坂秀世（出演回数63回、共産主義研究家・元日本共産党参議院議員）
- 花田紀凱（出演回数34回、元週刊文春編集長・前月刊『WiLL』編集長・現月刊『Hanada』編集長）
- 中田宏（出演回数18回、自民党参議院議員元衆議院議員、元横浜市長・岡山理科大学客員教授）●
- 萩谷麻衣子（出演回数10回、弁護士）
- 菅野朋子（弁護士）
- 金慶珠（出演回数7回、言語学者・タレント・東海大学教養学部国際学科准教授）[注 18]
- 橋本五郎（出演回数4回、読売新聞特別編集委員）
- 猪瀬直樹（出演回数3回、作家・元東京都知事）
- 木村太郎（出演回数3回、ジャーナリスト・ニュースキャスター）
- 徳光和夫（出演回数4回、フリーアナウンサー）
- 山口もえ（出演回数171回、タレント）番組開始当初から準レギュラーとして出演していたが、自身の第1子妊娠・出産による活動休止に伴い一時降板。2010年10月に第2子妊娠（発表時点で妊娠5ヶ月）を公表し、2011年1月23日放送分で再び産休に入り、同年7月17日放送分で復帰した。たかじん逝去後、NP改題迄は不定期でサブ司会（秘書）としてMC席に立つことも多々あった。第3子妊娠・出産・育児のため2017年1月29日放送分を最後に出演を控えていたが、2019年6月9日放送分で久々に出演して以降、出演回数が増えている。
- 末延吉正（出演回数20回、ジャーナリスト・元テレビ朝日記者）
- 秀島一生（出演回数1回、航空評論家、元日本航空国際線チーフパーサー、映画「沈まぬ太陽」監修）
- 上山明博（出演回数2回、ノンフィクション作家）
- 竹中平蔵（元参議院議員、元総務大臣）
- 豊田真由子（出演回数4回、元厚生労働省官僚・元衆議院議員）
- 立川志らく（落語家）
- 金子恵美（元衆議院議員）
- 八代英輝（弁護士）
- フィフィ（外国人タレント）
- 古舘伊知郎（フリーアナウンサー）
- 小島慶子（タレント）
- 龍崎孝（ジャーナリスト）
- 笠井信輔（フリーアナウンサー）
- 八木早希（フリーアナウンサー）
- 眞鍋かをり（タレント）
- トラウデン直美（タレント）
- 溝口紀子（ 柔道家・スポーツ社会学者）
- 森永康平（経済アナリスト）
- 岡部芳彦（ウクライナ研究会会長） - 関西在住のため、2022年ロシアのウクライナ侵攻後、出演頻度が高まっている。
- 長野智子（キャスター、ジャーナリスト）
- 大空幸星（NPO法人あなたのいばしょ理事長）
- 小西克哉（国際ジャーナリスト、国際教養大学客員教授）
- RaMu（グラビアアイドル）

### 常連ゲスト出演者
ここで挙げるゲストはパネリストではなく、スタジオでのインタビューゲストや、討論テーマのゲストである
- 朴一（出演回数23回、大阪市立大学大学院教授）[注 19]
- 武田邦彦（出演回数17回、中部大学教授）
- 國定浩一（出演回数14回、経済評論家・大阪学院大学教授・元りそな総合研究所会長）●
- 井上薫（出演回数13回、元判事・裁判員制度問題）
- 手嶋龍一（出演回数11回、外交ジャーナリスト・元NHKボン・ワシントン支局長・外交問題）（パネリストとしても出演）
- 石平（出演回数10回）
- 高英起（デイリーNKジャパン編集長)
- 大野裕之（脚本家）
- 中野雅至（元厚生労働省官僚・神戸学院大学現代社会学部教授・省庁官僚の問題） - 関西在住のため、2020年以降は出演頻度が高まっている。

### ナレーション
- 橋本のりこ
- 鹿瀬ハジメ

### 選挙期間中の政治家の出演について
衆議院議員総選挙及び参議院議員通常選挙、または放送エリア内での国政補欠選挙・統一地方選挙投票日の場合、政治関連の話題は避けている（公職選挙法と放送法のため。これは日曜に放送されている他の報道・討論番組でも同様）。また、当番組に出演しているパネリストの国会議員も（読売テレビの自主規定では）公示・告示3カ月前から出演完全自粛となっている（民放連の内規では1カ月前）。ただし、2012年12月2日の三宅久之追悼番組は、衆議院選挙の公示期間内であったが、候補者である安倍晋三や候補を立てている政党の代表である橋下徹が出演した。

## 過去の出演者

### 司会

#### 委員長
- やしきたかじん（出演回数405回、歌手・タレント）

病気療養のため2012年2月12日放送分から2013年3月17日放送分まで休演、2013年5月5日放送分をもって事実上の降板。2014年1月3日没。
2014年1月12日に、「やしきたかじん追悼スペシャル」として触れられた他、同年1月25日には委員会スタッフ制作による追悼特番「たかじん追悼スペシャル そこまで逝って委員会」が放送された。

##### たかじん休演→逝去時の対応
もともと番組は毎週金曜日に収録し、2日後の日曜日に放送されていたが、毎年8月などたかじんのスケジュール等によっては1日に何本かまとめて収録を行っていたこともあった。ただ、リーマン・ショックの影響で読売テレビの経営状態が悪化し制作費が大幅に削減されたために（たかじんはギャラ3割カットとなる）、2009年3月1日放送分より毎週収録から隔週収録（基本は2本録り、総集編や『増刊!たかじんのそこまで言って委員会』収録がある場合は3本録り）に変更となった。これ以降、従来の番組スタイルをやめ、90分全部を特別企画にする回が多くなり、後に従来のスタイルで放送される回はなくなった。たかじんは「情勢が良くなればすぐに週一収録に戻せと（スタッフに）言っております」と番組内で述べている。
たかじんは2012年から初期の食道癌のため、番組を休演していたが、休演期間中は辛坊が一人で司会を務めていた。そして2013年3月24日放送分から番組に復帰した。復帰後はたかじんの体調に配慮し、約4年ぶりに隔週2本録りから毎週1本録りとなった。この影響で、これまで毎週出演してきた宮崎は、隔週金曜でレギュラー出演している他局の生放送出演とバッティングしてしまい、隔週での出演となった。
一旦復帰したたかじんだったが、2013年5月に入り再び体調不良を訴え、3日の収録を欠席した。このため番組開始以来初めて収録自体も中止、4日放送分も3月24日放送分の再放送に差し替えられた。
その後所属事務所から、体調不良により当分休養することが発表され、番組への収録も欠席することとなった。再休養翌週の12日から6月9日までは一度ヨット太平洋横断の準備で降板した辛坊治郎が急遽司会に復帰。6月16日以降は山本浩之にバトンタッチした（後に辛坊が司会に再復帰）。なお、委員長ポジションを務めた人は以下の通り（ホームページトップの司会欄に辛坊または山本と併記されている人のみ記載）
- 5月12日 - 桂ざこば[12]（委員長代理の肩書きで）
- 5月19日・26日 - 櫻井よしこ（委員長代理の肩書きで）
- 6月2日 - 八田亜矢子（副委員長補佐の肩書きで）
- 6月9日・23日 - 不在
- 6月16日 - 手嶋龍一（特別委員長の肩書きで）
- 6月30日 - 橋本五郎（読売新聞特別編集委員）
- 11月17日 - 辛坊治郎 (500回記念SP・委員長代理の肩書きで)

また、5月19日放送分 - 6月9日放送分までと10月以降は隔週2本録りになったが、6月16日 - 9月末までは再び毎週1本録りとなる。そのため、この間は再び宮崎の出演は隔週となっていた。

#### 副委員長→ 議長
- 辛坊治郎（ニュースキャスター、大阪綜合研究所代表、元読売テレビ報道局局長待遇解説委員長）[注 24] - 2003年7月13日 - 2013年6月9日、2014年9月7日 - 2021年2月28日
  - 2022年7月31日、2023年12月3日にパネリストとして出演。

#### 副委員長
- 山本浩之（出演回数55回、元関西テレビアナウンサー）
  - 2013年6月9日放送分より[13]、2014年8月24日放送分まで。

#### 副議長
- 渡辺真理（元TBSアナウンサー）
  - 2014年11月16日と2015年3月1日にゲストとして出演。
  - 2015年4月5日より司会役である副議長となりレギュラー出演。2019年3月31日放送分を以って番組を卒業した[14]。

### パネリスト

#### 最高顧問
- 三宅久之（出演回数376回、政治評論家・元毎日新聞特別報道部長）●

レギュラー放送開始当初からのレギュラーだった。2012年3月をもってすべてのテレビ番組出演・評論活動から引退、当番組も当初は他の番組同様3月で降板予定だった。しかし、たかじんが長期休養中であったため、4月以降も引き続き出演。6月以降は体調不良によりスタジオ収録は控え、自宅からVTR出演や電話出演、手紙などの形でコメントを寄せた。7月には番組最高顧問に就任。2012年11月15日没。2012年11月18日 - 12月23日には、番組ホームページのトップに、スタッフ一同からの「(三宅に対して)謹んでお悔やみ申し上げますとともに、ご冥福をお祈りいたします」とのコメントが表示されていた。たかじんは当初から「三宅先生が亡くなったらこの番組を終了させます」と公言していたが、これについて2012年11月18日の放送で辛坊が、三宅から「今後も番組を続けるように」と生前に言われており、その意を受けて、今後も視聴者が満足できる番組作りに専心努力すると表明した。この日と後述の追悼スペシャルではたかじん人形の横に三宅の人形が置かれた。
2012年12月2日は「三宅久之追悼スペシャル」として過去の未公開を含む名場面を織り交ぜながら合間に（かつても含む）委員会メンバー（田嶋・ざこば・宮崎・金・山口・勝谷・辛坊・橋下徹大阪市長）や三宅にゆかりのある人物（渡辺恒雄・讀賣新聞主筆・会長、安倍晋三・自民党総裁）からの追悼コメントを放送した。番組の最後にはたかじんからのコメントも全文（一部は11月18日放送分で辛坊の代読で紹介されていた）テロップで掲載された。

#### レギュラー
- 桂ざこば（出演回数497回、落語家・タレント）[注 25]
  - 2017年6月11日放送分から2018年4月29日放送分まで病気療養のため欠席[注 26]、2018年10月以降はざこばの体調面を考慮して不定期出演となった。パネリストとしては2020年9月27日放送分が最後の出演となった（なお、その後2021年2月28日放送分でVTR出演している）。2024年6月12日没。
  - 座席は番組開始当初より、原則下段の画面右端であった（MCに一番近い位置）。
- 勝谷誠彦（出演回数279回、コラムニスト・写真家・元週刊文春記者）● - 2013年3月3日放送分をもって降板。本人によると「クビ」[18]。2018年11月28日没。
- 橋下徹（出演回数204回、前大阪府知事・現大阪市長・弁護士・タレント） - 大阪府知事選挙に出馬するため、2007年12月9日の放送を最後に降板。当選後は時折ゲストとして出演。
- 宮崎哲弥（出演回数501回、評論家・京都産業大学客員教授） - 2014年8月24日放送分をもって山本浩之と共に降板したが、同年9月21日より復帰。しかし翌年正式降板。読売テレビの幹部に懇願されて2015年3月から月1程度の出演するも、同年7月28日にラジオ番組で辛坊治郎と本番組を批判したことを境に、2015年7月26日の放送を最後に出演することはなくなった。[要出典]
- 津川雅彦（出演回数99回、俳優・映画監督） - 2012年7月15日放送分で初出演。三宅久之の後任としてレギュラー出演していたが、2015年3月29日の放送を最後に自らの意思で降板。後に自身のブログで「（番組名から）『たかじん』の冠が外されることにもなりました。これで、僕とたかじんさんとの仁義は全く無くなってしまいます。なのでこれを機会に僕も降板を申し込みました」と説明した[19]。ただ、降板後も2015年11月8日放送分以降、不定期で複数回出演した。2018年8月4日没。
- 加藤清隆（出演回数91回、政治評論家・元時事通信社 特別解説委員）2012年7月1日放送分以降出演。但し、2015年4月以降は月1回程度の出演に留まっていたが、2018年4月1日放送分を最後に降板。
- 長谷川幸洋（出演回数36回、ジャーナリスト）[注 27]
  - 2014年7月27日放送分以降、2019年1月まで毎回出演（2014年10月19日放送分、2018年11月25日放送分、2019年1月27日放送分は欠席）。2019年2月以降は不定期出演となり2020年2月2日放送分を最後に降板。

#### 準レギュラー
- 金美齢（出演回数175回、元中華民国総統府国策顧問・学校法人柴永国際学園JET日本語学校専務理事）●[注 28] - 田島・金の両名の座席は、原則上段の画面中央右側（番組内で”田嶋席”と呼ばれることもある）。高齢でもあり2018年11月11日放送分を最後に降板。
- デーブ・スペクター（出演回数35回、TVプロデューサー・タレント）▲
- ハイヒールモモコ（出演回数35回、お笑いコンビ）

#### 多数出演者
- 原口一博（出演回数64回、民主党・衆、元総務大臣）● - 総務大臣時代にも出演。
- 森本敏（出演回数62回、第11代防衛大臣・拓殖大学大学院教授・元野村総合研究所主席研究員）●▲
- 鴻池祥肇（出演回数56回、自民党参議院議員・元内閣官房副長官・元防災担当大臣・元構造改革特別区域特命担当大臣）● - 2018年12月25日没。
- 志方俊之（出演回数34回、軍事アナリスト・帝京大学教授・元陸将・元陸上自衛隊北部方面総監）●
- 西村眞悟（出演回数26回、元民主党 → 無所属 → 改革クラブ → たちあがれ日本 → 日本維新の会 → 無所属 → 太陽の党 → 次世代の党、元衆議院議員、元弁護士）[注 29]
- 岸博幸（出演回数26回、元経済産業省官僚・慶應義塾大学大学院教授）▲
- 江本孟紀（出演回数25回、元民主党・参、野球解説者・タレント）
- 金村義明（出演回数24回、野球解説者・タレント）[注 30]
- 所功（出演回数23回、歴史学者・京都産業大学法学部名誉教授・皇室問題）
- 櫻井よしこ（出演回数14回、ジャーナリスト）[注 31]
- 平沢勝栄（出演回数14回、自民党・衆）
- 安倍晋三（出演回数14回、自民党・衆 、元自民党幹事長、元内閣官房長官、自民党総裁、第90代・96代内閣総理大臣） - 2013年1月13日放送分と同年6月30日放送分で、現職の内閣総理大臣として出演。2022年7月8日没。
- 南美希子（出演回数12回、元テレビ朝日アナウンサー・フリーアナウンサー・エッセイスト）
- 田母神俊雄（出演回数11回、軍事評論家・元航空自衛隊航空幕僚長）
- 宮嶋茂樹 （出演回数11回）
- 河村たかし（出演回数11回、日本保守党・衆、元名古屋市長）[注 32]
- 江川達也（出演回数10回、漫画家）
- 川村ひかる（出演回数10回、タレント）
- 倉田真由美（出演回数10回、漫画家）[注 33]
- 鈴木邦男（出演回数30回、右翼団体「一水会」元顧問）
- 髙田万由子（出演回数22回、タレント）
- 飯島勲（出演回数17回、内閣官房参与・元内閣総理大臣秘書官・国会議員秘書）
- 江田憲司（出演回数16回、元自民党 → 無所属 → みんなの党 → 結いの党 → 維新の党代表・衆、元内閣総理大臣秘書官・元桐蔭横浜大学教授）
- ケヴィン・メア（出演回数12回、元アメリカ合衆国国務省日本部長・NMVコンサルティング上級顧問）[注 34]
- ケント・ギルバート（出演回数15回、タレント・カリフォルニア州弁護士）

### ゲスト出演者
ここで挙げるゲストはパネリストではなく、討論テーマのゲストである
- 李英和（出演回数15回、関西大学経済学部教授・北朝鮮問題）
- 井上薫（出演回数13回、元判事・裁判員制度問題）
- ロバート・ゲラー（出演回数13回、東京大学名誉教授・地震予知問題）
- 北芝健（出演回数12回、大学院講師・空手家・元警視庁刑事〈刑事警察→公安外事警察〉）

### ナレーション
- きしめん（2024年6月、交通事故で死去）

## 主な企画
2009年4月以降から、隔週2本録りの2本目を特別企画として放送するようになった。現在継続して行われている企画を挙げる。
1位と2位を当てまSHOW
2019年開始。幾つかのテーマを挙げて、テーマごとにゲストにVTR出演してもらい、そのゲストがテーマについて独断で選んだベスト5（ないしワースト5）のうち1位と2位を順番通り当てる、というもの。ただ、質問によっては1位と5位や3位と4位などで当てることもある。この企画は継続して行われており、2024年3月17日放送分で14回目となっている（最多優勝者は門田隆将で10回）。
過去に行った「3連単で当てまSHOW」と同じく、正解者には「スーパー千晶ちゃん人形」（人形というより、黒木議長のイラストが描かれた立て札）を、番組の最後で最も「スーパー千晶ちゃん人形」（正解）を多く獲得したパネラーには賞金10万円（複数いる場合は山分け）を、設問全てをパーフェクトで的中させたパネラーには賞金100万円を、それぞれ贈呈する。辛坊が議長として出演していた時代は、正解者には「スーパー治郎くん人形」（やはり、辛坊議長のイラストが描かれた立て札）を渡していたほか、結果発表のVTRの前に辛坊による予想も行われた。なお、最終問題では正解者に3ポイント（3個）を贈呈したり、正解者はいなかったが1位と2位を逆に当てた者がいた場合は特例で正解と見做すというローカルルールもある。パーフェクト的中者は出ていないが、第3回では井上和彦が5問中1問目から4問目まで連続正解するも最後の問題で外したことがあった。なお、一部の回では、賞金が賞金相当分の商品券や図書カードに変更されたこともあった。
教えて！明大さん
前述企画とほぼ同時期に開始、「ちあきちゃん」という二次元の女の子が、秘書役で東大卒の野村明大アナウンサーに、ニュースや国内外の大小様々な出来事等について尋ね、明大がそれに答えて解説するものである。VTRパートでは、ちあきちゃんが鋭く忖度なしの質問をすることもあり、明大が解答に困るると、ボケる等オチがつき、パネラーへの質問文でVTRは終了し、VTR内容とパネラー解答を基に討論が始まる。

### 過去の企画
年間表彰パネリスト
2012年以降は表彰は行われていない。
- 2005年 MHP（最も光ったパネリスト） 三宅久之
- 2006年 MIP（最もイジられたパネリスト） 田嶋陽子
- 2007年 MOP（最もお騒がせしたパネリスト） 橋下徹 - 発表当初は大阪府知事選立候補を表明していたため名前を出すことも出来ずシルエットで対応。当選後初出演した2008年2月に改めて表彰された。
- 2008年 MGP（最も下品なパネリスト） 勝谷誠彦
- 2009年 MSP（最も出世したパネリスト） 原口一博 - 総務大臣就任につき。
- 2010年 MSP（最も先見の明があったパーソン） 辛坊治郎 - 番組内の発言が、高齢者所在不明問題を、発覚の1年前に言い当てていたものだったため。
- 2011年 MUP（最もウルウルしたパネリスト） 桂ざこば

直撃!1人で答えて委員会
必ずしも3番目のテーマの時間帯になるとは限らなかった。このコーナーはパネリストの中から辛坊が1人を指名し、今週のホットな話題からそれぞれ1つずつ質問を出して答えるもの。時間的には1回の放送に付き2 - 3個程度の質問になっていた。放送されない週もあった。
TAKAJIN'S EYE
同じく3番目のテーマの時間帯になるとは限らなかった。このコーナーは今週のニュースの中からひとつピックアップし、その件に関してたかじんが主張を述べるものだった。
そこまで聞いて委員会
2007年5月13日放送分から。同じく3番目のテーマの時間帯になるとは限らなかった。このコーナーは今週のニュースの中からひとつピックアップし、8人のパネリストが賛成か反対かなどで主張を述べるものだった。最初に取り上げたテーマは赤ちゃんポストだった。
たかじんのVS（ばぁ〜さす）
2008年2月17日放送分から。このコーナーは対立している2つの個人・団体・事件・論争について、賛成・反対、どちらが悪いかなどをゴングが鳴るまで討論する。基本的にはゴングが鳴った時点で終了。通常は2つから3つの論点が取り上げられた（Round1、Round2と呼称）。収録週に起きたニュース・事件などで情報が余り出ていない段階での収録を行う場合、このコーナーで取り上げた上で、次週以降の通常の討論で取り上げられることもあった。長らく途絶えたが、2011年6月19日放送分で久々に復活。
◯◯ゴングショー
ひとつの大きなテーマのもと、ゲストやパネリスト自身が主張を披露し、パネリスト全員に訴えかける企画。パネリストは賛成か反対かいつでも変更が可能であり、全員が賛成すれば終了となる。各プレゼンターの登場時にたかじんが「陰謀さん（予言者さん）、いらっしゃ〜い!」と六代目桂文枝のモノマネをするのが特徴。
- 第1弾「そんなことまで言ってしまって!?委員会 陰謀説ゴングショー」（2009年6月14日）

プレゼンターは藤田幸久、天木直人、朴一、須田慎一郎、ベンジャミン・フルフォード。ラストは勝谷。
- 第2弾「そんなこと信じてしまって!?委員会 大予言ゴングショー」（2009年7月26日）

プレゼンターは井上和彦、外岡立人、重村智計、金村義明。ラストは前回に引き続き勝谷。
- 第3弾「そんなこと信じてしまって!?委員会 大予言ゴングショーPart2」（2009年9月27日）

300回記念。辛坊の話の前に総務大臣になった原口一博の陣中見舞いVTRを放送。
プレゼンターは森本敏、武田邦彦、北芝健、坂東眞理子。ラストは辛坊。
◯◯トップ10
VTR演出はTBSの過去の人気番組『ザ・ベストテン』の要領で、あるテーマのトップ10を発表しながらトークを繰り広げる。ただし、企画名は日本テレビの『トップテン』を引用、企画により「仮想敵国トップ5」などタイトルが変わる。集中的に扱うのは5位以上で、6位以下やトップ10圏外はまとめて論議。
そこまで言って言って言って委員会
2012年開始。硬軟取り混ぜた様々な話題を時間の限り議論するという趣旨。テーマVTRを10用意し、パネリストが好きなテーマを選ぶ要領で、パネリスト全員がテーマを指名できるように一応の配慮がなされる（テーマが10なので、通常2つは選ばれない）。
●●オッサン大賞
2012年開始。元々は「『熱い』オッサン大賞」として始まり、ある一つのテーマに対して、「怒っている」、「ココはこうすべき!」など過激な意見を持つ「熱い」オッサンを招き、スタジオでプレゼン。最終的にはオッサン大賞グランプリチャンピオン大会まで行われたが、現在はシーズン2に突入している。『熱い』以外にも『立て直す』や『警告する』などのタイトルでも行われている。
左翼くんの徹底チェック
2014年開始。左翼論客代弁キャラクターである通称サヨクくんこと「左翼（ひだり つばさ）くん」がVTRで様々な話題を左翼目線で徹底チェックするという企画。このキャラクターは、番組スタッフが左翼からリベラルまで保守論客と対峙できる人物を探して声をかけても番組名を告げただけで出演オファーを断られることから、議論が右に傾かないように苦し紛れに生み出したものである。左翼くんの上半身には「ラブ・アンド・ピース」と書かれ、赤旗を持っている。
世の中のあらゆるニュースを大予想！！「3連単で当てまSHOW」
2017年開始。ゲストに徳光和夫を迎えるにあたり、競艇ファンの徳光にあやかって、世の中のニュースをテーマごとに6つの選択肢を用意し、大阪・東京それぞれで街頭インタビューを行い、回答が多かった上位3つを順番通りに3連単で当てる企画。正解者には「スーパー治郎くん人形」（とは言いつつ、人形ではなく辛坊治郎のイラストが描かれた立て札）が与えられ、番組の最後で最も「スーパー治郎くん」が多かったパネラーには賞金10万円（複数いる場合は山分け）を、設問全てをパーフェクトで的中させたパネラーには賞金100万円を、それぞれ贈呈する。当日のパネラーには事前に予想してもらい、結果発表のVTRの前に辛坊による出目の予想も行う。なお、1回目の放送で、3連単での正解者はいなかったが3連複での正解者がいる場合は特例で正解と見做すローカルルールも追加された。

## ネット局と放送時間
- 全編ローカルセールス枠のため、読売テレビ以外の読売中京FSホールディングス子会社3局およびそれ以外の日本テレビ系列局のうちの通常時同時ネット局でも、臨時非ネットもしくは遅れネットに変更する場合がある[注 35]。
  - 日本テレビ系列で同時間帯に全国ネットのスポーツ中継等の特番放送時は短縮版を放送･放送時間を変更[注 36]･放送休止のどちらかとなる[注 4]。
- 日本テレビ系列局への番販ネットは、2003年10月の鹿児島読売テレビの放送開始を皮切りとして西日本の系列局に広まり、2005年10月にテレビ新潟が甲信越静以東で最初にネット開始。2006年には札幌テレビ・ミヤギテレビといった東日本の系列局でもネットが始まった。大分県・宮崎県においてはクロスネットの編成の関係から、TBS系列局でネットしている。
- 2006年11月からは字幕放送が実施されており、さらに地上デジタル放送では、ハイビジョンで番組が視聴可能。なお、字幕放送は、収録スケジュールの都合上字幕放送用の字幕編集が間に合わないため、話した内容が数秒遅れで表示されるリアルタイム字幕放送形式を採っている。
- 本番組が放送されていない系列局は、キー局の日本テレビ・青森放送・テレビ岩手・山形放送・福島中央テレビ・福井放送[注 37]の6局。日本テレビ系列局のない佐賀県でも放送はされていないが、福岡放送が直接受信あるいはケーブルテレビで受信できるため視聴可能で、本番組のHP上では佐賀県も放送エリアに含まれている。沖縄県でも長らく未放送だったが、琉球放送で2011年4月10日 15:30 - 17:00に1度だけ放送された。2022年10月4日からは宮古テレビ（宮古島市・多良間村のケーブルテレビ局）のコミュニティチャンネルにて放送されている[21]。関東地方は独立局も含めてネットしていない（TOKYO MX以外の関東の独立テレビ局各局での放映には反対していない）。「日本テレビで放送されない理由」を参照。

※太字の放送局は増刊号をネットしていた局。
| 放送対象地域   | 放送局                    | 系列           | 放送開始年月日                     | 放送曜日 放送時間  | ネット状況 | 備考       |
| -------------- | ------------------------- | -------------- | ---------------------------------- | ------------------ | ---------- | ---------- |
| 近畿広域圏     | 読売テレビ（ytv）         | 日本テレビ系列 | 2003年7月13日 -                    | 日曜 13:30 - 15:00 | 【制作局】 | 【制作局】 |
| 北海道         | 札幌テレビ（STV）         | 日本テレビ系列 | 2006年4月2日 -                     | 日曜 13:30 - 15:00 | 同時ネット |            |
| 宮城県         | ミヤギテレビ（MMT）       | 日本テレビ系列 | 2006年1月8日（単発） 同年4月9日 -  | 日曜 13:30 - 15:00 | 同時ネット |            |
| 秋田県         | 秋田放送（ABS）           | 日本テレビ系列 | 2008年10月12日 -                   | 日曜 13:30 - 15:00 | 同時ネット |            |
| 山梨県         | 山梨放送（YBS）           | 日本テレビ系列 | 2007年4月1日 -                     | 日曜 13:30 - 15:00 | 同時ネット |            |
| 新潟県         | テレビ新潟（TeNY）        | 日本テレビ系列 | 2005年10月2日 -                    | 日曜 13:30 - 15:00 | 同時ネット |            |
| 長野県         | テレビ信州（TSB）         | 日本テレビ系列 | 2007年4月8日 -                     | 日曜 13:30 - 15:00 | 同時ネット |            |
| 静岡県         | 静岡第一テレビ（SDT）     | 日本テレビ系列 | 2008年10月12日 -                   | 日曜 13:30 - 15:00 | 同時ネット |            |
| 富山県         | 北日本放送（KNB）         | 日本テレビ系列 | 2006年4月2日 -                     | 日曜 13:30 - 15:00 | 同時ネット |            |
| 石川県         | テレビ金沢（KTK）         | 日本テレビ系列 | 2007年10月7日 -                    | 日曜 13:30 - 15:00 | 同時ネット |            |
| 中京広域圏     | 中京テレビ（CTV）         | 日本テレビ系列 | 2005年4月17日 -                    | 日曜 13:30 - 15:00 | 同時ネット |            |
| 鳥取県・島根県 | 日本海テレビ（NKT）       | 日本テレビ系列 | 2006年5月21日 -                    | 日曜 13:30 - 15:00 | 同時ネット | [ 注 38 ]  |
| 広島県         | 広島テレビ（HTV）         | 日本テレビ系列 | 2004年10月3日 -                    | 日曜 13:30 - 15:00 | 同時ネット | [ 注 39 ]  |
| 山口県         | 山口放送（KRY）           | 日本テレビ系列 | 2006年4月2日 -                     | 日曜 13:30 - 15:00 | 同時ネット |            |
| 徳島県         | 四国放送（JRT）           | 日本テレビ系列 | 2009年4月5日 -                     | 日曜 13:30 - 15:00 | 同時ネット |            |
| 香川県・岡山県 | 西日本放送（RNC）         | 日本テレビ系列 | 2005年10月2日 -                    | 日曜 13:30 - 15:00 | 同時ネット | [ 注 40 ]  |
| 愛媛県         | 南海放送（RNB）           | 日本テレビ系列 | 2005年4月3日 -                     | 日曜 13:30 - 15:00 | 同時ネット |            |
| 高知県         | 高知放送（RKC）           | 日本テレビ系列 | 2005年10月9日 -                    | 日曜 13:30 - 15:00 | 同時ネット |            |
| 福岡県         | 福岡放送（FBS）           | 日本テレビ系列 | 2004年8月1日（単発） 同年10月3日 - | 日曜 13:30 - 15:00 | 同時ネット |            |
| 長崎県         | 長崎国際テレビ（NIB）     | 日本テレビ系列 | 2005年4月3日 -                     | 日曜 13:30 - 15:00 | 同時ネット |            |
| 熊本県         | くまもと県民テレビ（KKT） | 日本テレビ系列 | 2004年（不定期） 同年10月3日 -     | 日曜 13:30 - 15:00 | 同時ネット |            |
| 鹿児島県       | 鹿児島読売テレビ（KYT）   | 日本テレビ系列 | 2003年10月5日 -                    | 日曜 13:30 - 15:00 | 同時ネット |            |
| 大分県         | 大分放送（OBS）           | TBS系列        | 2007年10月7日 -                    | 日曜 13:30 - 15:00 | 同時ネット |            |
| 宮崎県         | 宮崎放送（mrt）           | TBS系列        | 2007年4月1日 -                     | 日曜 13:30 - 15:00 | 同時ネット |            |
| 沖縄県         | 宮古テレビ（MTV）         | ケーブルテレビ | 2022年10月4日 -                    | 火曜 20:00 - 21:30 | 遅れネット | [ 21 ]     |

- 琉球放送 - 2011年4月10日 15:30 - 17:00に単発で放送

※最新の放送エリアは#外部リンクを参照。

## スタッフ（2025年7月13日時点）
- ナレーション：橋本のりこ、鹿瀬ハジメ
- 構成：上田信彦 / 渡邊仁
- リサーチ：平野友介、永岑広憲
- TD・SW：野口忠繁(ytv、野口→一時離脱►復帰、回によってSW担当)【週替り】
- TD・SWOrCAM：坂口裕一・杉本麻也(ytv、坂口・杉本→以前はSW►一時離脱►復帰)【週替り】
- TD・CAM：坂口拓磨(ytv)【週替り】
- SW：松本学(ytv Nextry、以前はCAM、一時離脱►復帰)【週替り】
- VE：菊地健・古門優弥・田渕敬昌(ytv、菊地・田渕→一時離脱►復帰、古門→以前はCAM)、綾井星太(綾井→一時離脱►復帰)、松下英男、今中萌那【週替り】
- CAM：筒井周太、出口雅樹、大矢晃平(ytv)、橋本樹【週替り】
- MIX：藤本博樹・小野木晋(ytv、藤本・小野木→一時離脱►復帰)、山﨑多佳彦・南谷良美・濱田浩平(ytv Nextry)、辰野雄一、畑仲豊萌、後藤敬介(後藤→一時離脱►復帰)【週替り】
- LD：窪田和弘・窪内誠(ytv、窪田→以前はTDやLDのみの回あり►一時離脱►復帰、窪内→以前はTDのみ►VE►一時離脱►復帰)、鷲津繋比古【週替り】
- 編集：笹岡真丈・藤井一也・西山貴宣・西村聡・香川駿貴(ytv、笹岡・藤井→一時離脱►復帰)、赤羽直樹・佐藤友彦・利岡正義・田中麻友子(マウス、利岡→一時離脱►復帰)、平池武志・越田ヤスヲ・有賀聡・谷和彦・間宮英輔(ytv Nextry、谷→以前はエッグ)、岡本怜之、師岡邦嘉、今井純、森保、角野靖明【週替り】
- MA：堀内孝太郎(ytv Nextry、2011年1月までは、サウンドエフェクト)
- 音効：副島圭祐(ytv Nextry、同上)
- 美術制作：伊藤大樹(ytv、一時離脱→復帰)
- 美術進行：宮崎友紀
- CG：樋口鈴乃(マウス)、山田祐子(コールツプロダクション)【毎週】、島田貴絵(マウス、2023年4月9日〜)、田中麻友子(マウス)【週替り】
- 素材コーディネーター：金築仁・奥村恵（東京光音）
- 協力：教映社、ytv Nextry、ハートス、マウス、コールツプロダクション、東京光音【毎週】/ANEmonE、時事通信フォト、getty images、アフロ、読売新聞社、NHK、ロイター、mabu、PIXTA、どらごん他【週替り】
- 衣装協力：REAL CUBE、洋服の青山、DOUBLE STEAL、ベルメゾン、はるやま、セシール、ダイアナ、ニッセン、Right-on、PUMA、SUIT SELECT、ORIHICA、KENT＆CURWEN
- AP：西岡明子(BOY'S、2017年6月25日〜)
- ディレクター：松山源一(BOY'S)、砂野信(AZITO)、一色啓人・桝田貴幸・村田竜彦・髙井将后(BOY'S)、小西由恵(電通)、伊豫田文也(ytv)、星野泰佑、松下美穂、丸本晃大（松山・砂野→2019年2月3日〜、以前は演出、桝田→2023年6月4日〜►一時離脱►復帰、星野→2021年10月10日〜、松下→2023年4月2日〜、伊豫田→2024年7月28日〜、以前は編集►一時離脱►復帰、丸本→2025年6月〜）
- プロデューサー：渡辺暁(ytv、2025年7月13日〜）・田中瑛人(ytv、2021年6月6日〜、以前はディレクター)、相原康司・三浦真理子(BOY'S)・百瀬和代(BOY'S、2025年7月13日〜、以前はAP）
- チーフプロデューサー：山本陽(ytv、2025年7月13日〜）
- 制作協力：BOY'S
- 制作著作：ytv

### 過去のスタッフ
- 構成：内藤伸弥、さいとうわに、貝島純一
- TM：小椋敏宏（元：ytv、現：日本テレビ）、松浦正和（ytv、以前はTD・LD、一時離脱►復帰）
- TD・SW・CAM：小池一暢(ytv、回によっては、CAMのみ、以前はSWのみ)、井ノ口鉱三(ytv)【週替り】
- TD・SW：野平浩二(ytv、回によって担当が異なる)、藤井義行(ytv、以前はTD・SW・CAM)【週替り】
- SW：岳崎勉・村上和生・平松雅之・大橋優(ytv)、石田和也【週替り】
- VE：田口護・池見憲一・米田忠義・木谷公久・山岡宗馬・矢野鼓子(ytv)、上田好一(関西東通)【週替り】
- CAM：森下直樹・塚本新一・大矢晃平・奥嶋駿介(ytv)、小塩友英(ytv Nextry)、横田浩一、岡良雄、松永麻梨乃、加藤裕規（関西東通）、黒田賢治、土肥俊之【週替り】
- MIX：小西康元・四方康元・石川尭洋・沖田一剛・三村将之・鈴木直人・四方武範・正木良・谷口英雄・池永裕一(ytv、正木→一時離脱►復帰)、高田哲也(ytv Nextry)【週替り】
- LD：堂免高志・廣江貞雄・浜野眞治・吉田勝・河戸将克(ytv)【週替り】
- 編集：浅地裕夫・小林祥士・国部泰治・但馬晋二(ytv)、渡辺裕也（チョコフィルム）、森田真弓・春日真弓・工藤雄貴（マウス）、渋谷良人・長野達行(ytv Nextry、長野→以前はCG)、赤間初雄、坂梨俊【週替り】
- MA：品川泰弘(宏)・六車誠(ytv Nextry、2011年までは、サウンドエフェクト)
- 音効：鈴木宗寿(ytv Nextry、2011年までは、同上)、荒畑暢宏(ytv Nextry)、秋山立樹(J-WORKS)
- CG：浄閑洋一・高橋麻衣・水谷夏菜・室井明彦・佐藤友有子・若林祐太・四宮なつき・塚本舞香（エイデック）、鳥屋尾絵里（グルーピン）、藤本有紀、長谷川功一、平池雅野(コールツプロダクション)【週替り】
- 美術制作：山本真平(ytv)
- 美術進行：今村博文、宮下直子、川上眞子(川上→2024年4月7日-6月)
- 素材コーディネーター：原田司（東京光音）
- 協力：Office TAKAJIN（2014年2月まではP.I.S）、AZITO、時事通信社、共同通信社、朝日新聞社、読売新聞社、NHK、TORIDE
- AP：衣笠築美（ytv、2010年9月26日〜2012年6月まで、以前は、APデスク）、鈴木美絵（2012年10月21日〜2015年9月頃まで）、鍋谷直輝（ジェットプロダクション、2013年3月10日〜2018年5月20日まで）
- デスク：金井理恵（2010年9月26日〜2011年秋まで、以前は、APデスク）、槌野直子（2010年9月26日〜2012年12月23日まで、以前は、APデスク）
- ディレクター：萩原康宏（ブリッジ）、砂原一善、岡正明（ブリッジ → メガバックス）、金井南燮・清水誠・古河雅彦・田渕草人・福田浩之・植村勇太・関典明・中屋敷亮・花田桂・坂本一馬・秋元優志・小早川泰飛・岸本至生(ytv、坂本→2020年10月11日〜2022年6月12日、秋元→2023年7月9日まで、小早川→2022年6月19日〜2024年6月、岸本→2024年6月16日〜2025年3月30日)、山田晃(BOY'S→TVTVTV→DHCテレビ)、上瀧孝博・伊江成晃・佐藤雄亮・伊藤雄己・鷲尾拓也・石田鉄矢・森田晋介(BOY'S、石田→一時離脱►復帰)、垂見朋之(ドットオフィス、2020年8月2日〜2023年1月15日)
- プロデューサー：
  - 竹本輝之 (ytv)（2008年8月〜2009年7月26日）
  - 川村好弘 (ytv)（2009年8月2日〜2010年9月19日）
  - 上野正樹 (ytv)（2010年10月10日〜2014年4月27日）
  - 相島良樹 (ytv)（2012年1月15日〜2015年3月29日）
  - 中西英行 (ytv)（2014年1月26日〜2019年6月23日）
  - 井関猛親 (AZITO)（〜2015年3月29日、2015年7月12日〜2018年5月20日）
- チーフプロデューサー：
  - 山西敏之 (ytv)（2006年5月までと2013年6月30日、2006年6月〜2008年6月まではスペシャルアドバイザー）
  - 木谷俊樹 (ytv)（2006年6月〜2008年7月、2005年春までプロデューサー、2009年1月11日〜2010年6月27日まではスペシャルアドバイザー）
  - 吉川秀和 (ytv)（2008年8月〜2012年1月8日・2015年4月5日〜7月5日、2005年春〜2008年7月まではプロデューサー）
  - 田中壽一 (ytv)（2012年1月15日〜2013年6月23日）
  - 山岸正人 (ytv)（2013年7月7日〜2015年3月29日）
  - 野瀬慎一 (ytv)（2020年7月12日〜2022年5月29日、2019年6月23日〜2020年7月5日はプロデューサー）
  - 菱田雄介 (ytv)（2022年6月5日〜2024年6月9日)
  - 佐藤学 (ytv)（2024年6月16日〜2025年7月6日）
- 統括プロデューサー：結城豊弘 (ytv、2021年6月6日〜2022年3月27日、2015年7月12日〜2021年5月30日はチーフプロデューサー)

## 日本テレビで放送されない理由、ネット配信状況
本番組制作局の読売テレビが属する日本テレビ系列局（NNN・NNS）のキー局の日本テレビ（関東地区）にはネットされていないが、同局においては、放送番組における主な出演者（特にたかじん）のワンシーンとして映ることがある（後述）。ちなみに、読売テレビと日本テレビとの関係自体は非常に良好な一方、番組編成に関しては独自の路線を取ることも少なくない。
2013年3月22日の『情報ライブ ミヤネ屋』において、たかじんの仕事復帰を報じる際、当日に収録した番組の一部が日本テレビを含めて放送された。また、たかじん逝去を報じた2014年1月8日の『スッキリ!!』や『ミヤネ屋』でも番組の一部が放送されている。
2016年1月より読売テレビがインターネット無料配信サービス「ytv MyDo!」を開始。本番組も配信されることになったため、首都圏（関東広域圏）を含む全ての都道府県において番組を視聴可能となった。ただし、一部の映像は権利上の理由で公開できないため、その個所のみタイトルロゴの上に「権利の関係上、映像はお届けできません」と書かれたテロップ画像で隠され、音声のみが流れるようになっている。
このほか2017年3月26日放送分より、TVerでも配信が開始された。TVer初回は世間が森友問題で揺れる中で森友問題を一切取り扱わず、菅直人をゲストに311の原発対応を批判するスペシャルを放送した。
その一方、本番組は日本テレビ系列の番組でありながらHulu（HJホールディングス）では配信されていない。

### 出演者の反対
日本テレビでの放送ができない最大の理由として、たかじんの猛烈な反対があった事があげられる。実際にたかじんは生前、番組内にて「東京の放送局（＝日本テレビ）には絶対に放送させない」「東京で放送が決まった場合は番組を打ち切る」と、何度も発言していた。これに基づいて、日本テレビは、「故人の遺志を尊重したい」と、今後も東京での放送の可能性がないことを明らかにしている。また、これまでどの東京のメディアも出演を断っていたが、本番組が日本テレビでは放送されない全国放送だということで出演したゲストも少なくない。
番組に度々出演している花田紀凱のインタビューでは、番組の人気の理由を「出演者の言い切り。東京で流すと皆の発言が2割減になる」と述べ、東京で放送しない理由として「東京でやると言い切ることを阻害される。言葉狩り的な圧力がかかってくるからです」と発言していた。
DVD『超・国防論』の発売記者会見のインタビューでたかじんは「東京は民度が低い。そんな民度の低い連中に見せることもないやろ」と発言。
たかじんのこの反対には、パネリスト（レギュラー・準レギュラー・ゲスト）にも賛同者が多い。理由は本番組と同様の発言を（日テレを含めた）在京キー局（ローカル局）で行った場合、降板や該当局の出入り禁止となることが多いためで、「東京では放送が成立しない」「東京で放送されたらここまで言えない」と出演者が常々口にしている。以下は具体例。
橋下徹
当時レギュラー出演していたTBSテレビ『サンデージャポン』で、本番組で発言した（この時には抗議はなかった）のと全く同じ発言（中国での買春は中国へのODAみたいなもの、という内容）をしたところ抗議を受け、最終的には降板させられた。
田嶋陽子
TBSテレビ『（特）情報とってもインサイト』で本番組と同様の発言をしたら、降板させられたと主張。
金美齢
過去に本番組で発言しているような内容で、在京キー局の番組を幾度となく降板させられたと本人は主張。
勝谷誠彦
ワイドショーや情報番組、（テレビ朝日『やじうまプラス』、日テレ『ザ!情報ツウ』→『スッキリ』では「自分のコメントが全て台本に書いてあった」と主張。テレビ朝日の番組（『ビートたけしのTVタックル』、『サンデースクランブル』など）内で対馬における韓国人観光客の傍若無人ぶりを非難する発言や竹島問題についての発言を、本番組と同じ内容で発言したところ在日韓国大使館から抗議を受け、『サンスク』を降板させられた。さらにテレビ朝日上層部が「勝谷みたいな奴を使うな」と発言し、この理不尽な扱いに、本番組の放送の中で上層部の実名こそ出さなかったが、復讐をほのめかす発言をした（出入り禁止にならなかったものの『やじプラ』は2007年3月で降板〔本人曰くクビ〕になり、その後は『タックル』のみの出演になった）。
TBSテレビ『ピンポン!』で皇位継承問題について本番組と同じような発言をしたところ番組をクビになったと2007年7月29日放送分で主張。『産経新聞』のインタビュー「憂国のコラムニスト 勝谷誠彦」にて、「たかじんさんもスタッフも、東京で放送したいなんて全く思っていないからね。むしろ、東京だけに放送させない。東京以外の全国ネットでやりたいと言っているし、僕もそう思う」と述べていた。さらに、在京キー局や（在京キー局に追随する）一部の地方局の理不尽なまでの過度な報道規制・偏向報道を危惧し、このままではいずれ首都圏は情報過疎地になると番組内で警告。理不尽な在京キー局の報道規制を「東京は平壌である」と比喩した程である。

## 特別番組
たかじんのそこまで言って委員会 春の芸能界スペシャル
2004年3月27日（土）14時25分 - 16時25分
浜田幸一、桂ざこば、中尾彬、ガッツ石松、今井雅之、杉本彩、いとうまい子、ふかわりょう、山口もえ、根本はるみ、野田義治を招いて、芸能界について議論を闘わせる特番を放送。番組内で今井雅之が、当時イエローキャブ社長の野田義治（現：サンズエンタテインメント会長）が行う、巨乳を売りにするマネージメント戦略に激怒し、今井が「あんたみたいなのがいるから芸能界がおかしくなんのじゃ」と、野田に発言し、その発言に激怒した浜田幸一が、「目上の人に向かってそんな口を利くんじゃない」と言って今井と口論になり、浜田がスタジオから飛び出して退場。今井とガッツとスタッフが浜田を呼び戻しに行くハプニングがあった。このハプニングの一部始終は2013年7月21日の10周年スペシャルで再び流された。
たかじんのそこまで言って委員会スペシャル
2005年8月6日（土）14時55分 - 16時30分
アナウンサー界から宮根誠司、近藤サト、宮川俊二、山本モナ、深澤里奈、三浦隆志、志生野温夫の7名、グラビアアイドル界からは若槻千夏、愛川ゆず季、夏目理緒、いとうまい子など7名、スポーツ界からは、篠原信一、水内猛、大林素子、田中雅美、松野明美など7名を招いた。
自民党vs民主党 たかじんのそこまで言って委員会“春のスペシャル”
2006年3月25日（土）15時50分 - 18時00分
自民党の国会議員鴻池祥肇、平沢勝栄、舛添要一、佐藤ゆかり、稲田朋美、中山泰秀など7名を、民主党の国会議員原口一博、細野豪志、高井美穂、小川淳也、福山哲郎など7名を招き、「そこまで言って委員会」メンバーから、三宅久之、田嶋陽子、江本孟紀、勝谷誠彦、デーブ・スペクター、飯星景子、橋下徹、川村ひかるらを議論に参戦させた。後日（4月8日）一部の局（中京テレビ、福岡放送）にもネットされた。
たかじんのそこまで言って委員会〜反骨の都市・関西スペシャル〜
2008年9月15日（月・祝）11時55分 - 12時55分（関西ローカル）
読売テレビ開局50周年記念特別番組『KANSAI50年』の第2部として放送。開局記念特番は生放送であったが、当番組はもちろんのことながら収録であった。
宮根誠司、桂ざこば、宮崎哲弥、田嶋陽子、鴻池祥肇、金美齢、村田晃嗣、田丸麻紀をパネリストに「大阪が反骨だと思うところ」「これからの関西ココを変えろ」をテーマに激論を繰り広げる。
また当番組出身の橋下徹大阪府知事を三宅久之、田嶋陽子、桂ざこばの『反骨3羽ガラス』が訪問、大阪のこれからについて激論を交わす。
たかじんのいつまでも反中で委員会〜緊急井戸端サミット・アジアは1つになれるか?〜
2010年3月14日（日）15時00分 - 16時25分
アジア各国の刺客8人（金美齢（台湾）、ペマ・ギャルポ（チベット）、張景子（中国）、孔健（中国）、クンナ・ダッシュ（インド）、ヘリョン（韓国）、朴一（韓国）、松尾カニタ（タイ））とレギュラー出演者（桂ざこば、三宅久之、田嶋陽子、勝谷誠彦、宮崎哲弥、田丸麻紀）とのトークバトルを繰り広げた（当日は、中京テレビ、テレビ新潟、日本海テレビ、山口放送、長崎国際テレビ、熊本県民テレビなど一部の局にもネットされ、その後札幌テレビで1週遅れの3月21日15時から、静岡第一テレビで3月27日14時30分から放送された）。
ytv夏のスペシャル たかじんのそこまで言って委員会〜1億人の大決着スペシャル〜
2010年8月28日（土）14時30分 - 16時00分（関西ローカル）
パネリストは三宅久之、田嶋陽子、筆坂秀世、桂ざこば、勝谷誠彦、宮崎哲弥、村田晃嗣、北川弘美。ゲストの政治家は原口一博、石破茂、舛添要一。世間で是非が問われているあらゆる問題について、番組が決着を付けるという内容。テーマごとに決められた制限時間内に賛成反対の立場から議論をした。大阪府民500人の世論調査結果も紹介した後、当番組としての結論を出した。原口と石破は公務のため、番組途中で退場した。放送当日は関西地区のみの放送であったが、翌8月29日（日）13時30分から宮崎放送でも放送された。
たかじんのそこまで言って委員会 恥さらし!大阪ドツボ5 でもやっぱ好きやねんスペシャル
2010年11月20日（土）13時30分 - 14時58分（関西ローカル）
パネリストは三宅久之、田嶋陽子、藤本義一、桂ざこば、勝谷誠彦、宮崎哲弥、村田晃嗣、北川弘美。泉佐野市、東大阪市、箕面市の市長が出演し、大阪府の抱える5つの問題について大阪が誇る5大グルメと絡めて議論した。観客も全員、大阪府民だった。放送当日は関西地区のみの放送であったが、後日、西日本放送（2010年12月31日8時30分）、四国放送、福岡放送、長崎国際テレビ等でも放送された。
そこまで言って委員会10周年！視聴者の皆さんありがとう！怒涛の大感謝祭スペシャル
2013年7月21日（日）13時30分 - 16時00分（関西ローカルなど）13時30分　- 15時00分（一部地域の短縮版放送）
放送時間が地域にバラツキがある。短縮放送と全収録の放送の違いは短縮放送が「2013年上半期　暴言・名（迷）言大賞」という企画がないだけでほとんどかわらない。短縮放送を行った多くの地域では代替放送がなく短縮放送のみであった。収録場所は有馬温泉の『銀水荘 兆楽』といつもの読売テレビ第1スタジオ（暴言名言大賞）。出演者は、司会：山本浩之（兆楽パート）、脇浜紀子、森若佐紀子（スタジオパート）、レギュラー陣；金美齢、津川雅彦、桂ざこば、加藤清隆、宮崎哲弥、井上和彦、竹田恒泰、山口もえ。
たかじん追悼スペシャル そこまで逝って委員会
2014年1月25日（土）14時00分 - 16時00分（関西と一部地域にて放送、時差放送の地域有）
2014年1月3日に逝去したたかじんへの追悼特別番組で、山本浩之、辛坊治郎、宮根誠司が司会を担当。番組タイトルは、「（追悼番組を放送する場合には）できるだけ湿っぽくなく明るく送ってほしい」という生前のたかじんの意思によるもので、事前にたかじんの遺族からの了承も得た。内容は、当番組のレギュラー放送および過去に読売テレビで放送されたたかじんの冠番組（『たかじんnoばぁ〜』『たかじんnoどォ!』など）から名場面や秘蔵VTRを放送。たかじんと親交が深かった星野仙一や、過去にレギュラー放送へ出演した安倍晋三（放送時点で現職の内閣総理大臣）、堀江貴文、櫻井よしこから寄せられたビデオメッセージも紹介した。なお、レギュラーで放送中の系列局の一部では編成上の事情で遅れネットで放送。系列外ネット局の大分放送でも、1月29日の23時58分から放送した。

### 番外編
賢者の行進〜宮崎哲弥・橋下徹・金村義明のそこまで遊んで委員会
2004年6月27日0:50 - 1:45（26日深夜）のY.A.P.P.Y.内に、「そこまで言って委員会」の番外企画第1弾が放送された。
「そこまで言って委員会」メンバー（当時）の宮崎、橋下、金村の3名がスタジオを飛び出し、大阪の街の人々のナマの声を聞いて議論し、世の中の実情を知るという企画。
たかじんドクターズ〜そこまで病んで委員会
- 第1弾

2006年12月24日（日）14:55 - 16:25（YTV・RNC）
2006年12月31日（日）11:40 - 13:10 (CTV)
2007年1月7日（日）13:30 - 15:00（HTV・RKC・FBS・NIB・KKT・KYT）
たかじんが病院長、山口もえがナースに扮してレギュラー&準レギュラーパネリスト（三宅・田嶋・ざこば・勝谷・江本・金・デーブ）+辛坊副委員長（初のパネリスト席、通称「アイドル席」に座った）がクランケ（患者）として登場し、たかじん院長と関わりの深い専門医（小田晋ら）5人と「メタボリックシンドローム」「ストレス」「腰痛」などのテーマを基に体について考えていくという企画。
- 第2弾

2007年12月30日（日）13:30 - 15:00
たかじんが病院長という設定は2006年と変わらないが、新たに辛坊が副院長、ナースを泰葉が扮した。クランケは三宅久之、桂ざこば、田嶋陽子、宮崎哲弥、勝谷誠彦、村田晃嗣、岡田斗司夫の7人。
ただし、本当は橋下徹も出演していた（収録日は2007年12月7日）が、収録後に大阪府知事選挙に立候補したことで、告示日前ではあるがytv及び民放連の内規によりカットせざるを得なかったため、出演シーンは「たかじんナース」のイラストロゴやぼかし、シルエットなどで処理し、他のVTRを増やし、どうしてもカットできない音声はボイスチェンジャーによる処理で対応した。
今回はやしき院長のレーシック手術体験や委員会スタッフの頭髪治療体験、岡田斗司夫のレコーディングダイエットetc.が採り上げられた。
高知放送のみ、全国高校サッカー開幕戦「三鷹×高知中央」中継のため放送されなかった。それ以外の「そこまで言って委員会」ネット局（系列外2局含む）では同時ネットで放送。
ハイヒールのそこまで言って委員会
2009年8月29日に放送された『読売テレビ 夏のスペシャル2009第1部 大暴露!テレビのウラ側あさっパラからしゃべりまスペシャル祭り!!』の企画として生放送で放送された。司会は女性漫才コンビのハイヒールと、藤井隆が務め、本家のそこまで言って委員会からあさパラ!にも出演経験のある勝谷誠彦と山口もえが出演、番組セットは本家のものをそのまま使用した。本題に入る前に、たかじん本人のコメントがVTRで流れた後、芸能界にまつわる裏事情を委員会流で徹底討論するというものだった。ナレーションも本家と同じく、きしめんと橋本のりこが務めた。

## 週刊たかじんのそこまでやって委員会
2008年12月22日に開設された会員制有料動画サイト。たかじんが主筆、論説委員として三宅久之、田嶋陽子、勝谷誠彦、宮崎哲弥、桂ざこばらが名を連ねている。またゲスト論説委員として当番組のパネリスト出演経験者らがいる。なおサイト内で「TVTVTV株式会社によって制作・管理・運営され、ytvとは無関係」「あの番組とは一切関係ありません」としているが、トップページに当番組のロゴ入りバナーと番組公式サイトへのリンクが存在する。

## 関連商品

### DVD
- 「たかじんのそこまで言って委員会 SPECIAL EDITION I」（よみうりテレビ/東宝〔レンタル販売元のみ〕） - 2006年5月8日から、インターネット書店のアマゾンや、電話予約にて販売が開始され、アマゾンDVDチャート3週連続1位、5月7日付オリコンDVDデイリーチャートで4位、5月22日付オリコンDVDウィークリーチャートで総合18位にランクインするなど、絶大な人気と売れ行きを誇り、同年6月26日からは、全国のDVD取扱店で店頭販売が開始され、総売上枚数は討論番組のDVDとしては異例の1万枚以上を記録した。2007年5月下旬レンタル開始。
  - 収録内容
    - 東京裁判は正しかったのか?
    - ホリエモンはイケてるか?
    - 爆笑・真剣ケンカ集〜ディレクターズカット〜

  - 特典
    - 番組豆事典
    - 番組特製ステッカー
- 「たかじんのそこまで言って委員会 SPECIAL EDITION II」（読売テレビ/読売テレビエンタープライズ/東宝〔レンタル販売元のみ〕） - 2007年4月10日発売開始。2007年5月下旬レンタル開始。
  - 収録内容
    - （DVD限定特別収録）銀行は諸悪の根源だ!?（出演パネリスト：三宅久之・田嶋陽子・桂ざこば・宮崎哲弥・橋下徹・山口もえ・勝谷誠彦・志方俊之 ゲスト：國定浩一）
    - 従軍慰安婦は強制連行だったのか?
    - 田嶋陽子vs小田晋 カウンセリング対決!?〜ディレクターズカット〜（「たかじんドクターズ〜そこまで病んで委員会」より）
    - 祝!喜寿&金婚式! 三宅久之 激高集!

  - 特典
    - DVDオリジナルステッカー第2弾
    - 番組豆事典
    - （初回生産分のみ）携帯プレゼント抽選参加チケット
- 「たかじんのそこまで言って委員会 SPECIAL EDITION III」（読売テレビ/東宝） - 2008年7月25日発売開始。
  - 収録内容
    - 環境問題のウソはホント!?
    - 地震予知は本当にできるのか?
    - そこまで言って「ウラ」委員会 ゲラーvs小田 世相を斬る!?
    - 宮崎哲弥vs橋下徹大阪府知事 特別対談

  - 特典
    - 番組豆事典
    - 番組特製ステッカー
- 「たかじんのそこまで言って委員会 超・国防論」（読売テレビ/東宝） - 2009年10月9日発売開始。DVDシリーズ初の2枚組。今回から読売テレビの通販サイト『B-tops』（2009年10月現在B-topsではDVD1〜3巻も取扱っている）でも取扱いを開始。一時期、未放送地域である筈の日本テレビの通販サイト『ポシュレ』（この巻のみ）でも取り扱われていた。『ポシュレデパート深夜店』にて、やしきたかじんと辛坊へのインタビュー付の紹介VTRがOAされた。
  - 収録内容
    - DISC-1
      - 国防スペシャル〜自衛隊は違憲の軍隊か!?〜

    - DISC-2
      - 沖縄集団自決問題〜自虐史観か?史実か?〜
      - いまこそ国益を問え!〜主張なきニッポン外交を憂う〜

  - 特典
    - 番組豆事典
    - 番組特製迷彩色ステッカー
- 「たかじんのそこまで言って委員会　超・天皇論」 - 2010年11月26日発売開始。
- 「たかじんのそこまで言って委員会　超・原発論」 - 2011年12月16日発売開始。
- 「たかじんのそこまで言って委員会　超・反日論」 - 2013年3月22日発売開始。
- 「たかじんのそこまで言って委員会　超・改国論」 - 2014年3月19日発売開始。
- 「たかじんのそこまで言って委員会　超・戦争論」 - 2014年12月17日発売開始。
- 「そこまで言って委員会NP　戦後70年の真実」　-　2015年12月16日発売開始。
- 「そこまで言って委員会NP　ニッポンの危機」　-　2017年2月22日発売開始。

### 書籍
- 「たかじんのそこまで言って委員会」（講談社）2004年4月、ISBN 4063527131
  - 関西などの有名書店を中心に発売されていたが、ネットされていない関東の有名書店や、インターネット書店のアマゾンでも発売された。

### 番組特製グッズ
- 「たかじんのそこまで言って委員会ド派手扇子」

## 番組中の公式謝罪、法的トラブル
- 2007年4月22日放送分で、「テレビで見かける中国人ジャーナリストはスパイが多い?」と字幕を付け、一部パネリストは収録中に実名を2人出した（放送では音声をカットした上でイニシャルで1人目をM、2人目をYと被せた）。その後このジャーナリストから抗議を受け、実名がほぼ判別しやすくなっていて、張本人に迷惑をかけたことと、実名を挙げられた張本人から裏取りをしなかったことの2点について、同年6月17日放送分のエンディングで辛坊が「番組責任者からのおわび」を読み上げ、謝罪した。
- 2007年9月3日、光市母子殺害事件における差し戻し審の被告弁護団の内4人の弁護士が、同年5月27日放送分で視聴者に弁護団への懲戒請求をかけるよう扇動したとして橋下徹を業務妨害などで広島地裁に訴えた。一審及び二審においては橋下に賠償を命じる判決が出たが、最終的には最高裁で橋下の勝訴が確定した。
- 2011年9月4日放送分で、子供からの質問に対し出演者が回答するコーナーにおいて、「東北の肉や野菜を食べるとどうなるか」との質問に対し、この日出演していた中部大学教授の武田邦彦が、岩手県一関市の放射線数値を示した上で、「食べると健康を害する」、「今、東北で農作業はすべきでない」等と回答した。これに対し、一関市の勝部修市長は「農家の感情を逆撫でする非常識発言である」などと主張し、武田に対し抗議の電子メールを送付する事態となった。読売テレビ側は、「武田教授に批判的な意見[注 44]も取り入れており、全体的に見れば内容に問題はない」と主張している[25]。
- 2013年9月1日放送分で、『メディアへの疑問スペシャル』として複数取り上げたテーマのうちの一つ「毎日新聞 何かオカシイって本当?」について議論している間、「毎日新聞は西山事件による不買運動で経営危機に陥り、昭和40年代に会社更生法の適用を受けた」とテロップで表示[注 45]。9月8日放送分の冒頭で、山本が「毎日新聞社が会社更生法の適用を受けた事実はなく、誤りでした」と謝罪した[26]。
- 2013年10月20日放送分で、パネリストの作家竹田恒泰が「例えば、通名というのがあって、日本人の名前に変えることによって、犯罪歴や金融関係の経歴を消すことができ、また新たな犯罪ができる」と発言した。放送に対し、大阪市のNPO法人「コリアNGOセンター」が、「事実に反する」と同局に抗議しており、読売テレビ（大阪市）は「10月20日放送の在日韓国・朝鮮人へのヘイトスピーチ（憎悪表現）に違法判決という議論の中で一部、不正確で誤解を生む表現があった」と謝罪し[27]、11月3日放送分でも謝罪した[28]。
- 2023年9月24日放送分で、田嶋陽子が東京電力福島第1原発の処理水放出を巡り、『魚の形態が変わってくるんじゃないのか』などと発言。さらには『処理水の処分方法をモルタル固化式に即刻変更すべき』との自説を主張した他、『IAEA（国際原子力機関）だって、原発ありでやっていることだから。来た人だって顔色悪かったじゃん』と、同年7月に来日し、原発の処理水施設を視察したIAEAのグロッシー事務局長を揶揄するかのような発言をした。田嶋によるこれらの発言に対しSNSでは、『とんでもない言いがかりです。グロッシ事務局長への中傷、さらには福島の水産物に対する深刻なデマです（原文ママ）』『この発言はあまりにもひどいです。東北の方々がどれだけ頑張っているか。今頃また、風評を助長している』『これが、元社民党参院議員で法政大学教授。82歳にもなって何の教養も常識もない。番組に出演させる事自体テレビ局の非常識（そこまで言って委員会）』『田嶋氏の誤認は論外として、こういった情報を垂れ流すメディアの体質はどうなのよ。バラエティだから、で済ませる話ではないだろう』などの批判的な意見が多数噴出した他、ひろゆきがX（旧Twitter）に『処理水放出に反対して、福島県に寄り添うように見せつつ「魚の形態が変わってくるんじゃないのか」とか、福島県の漁業のイメージを悪くするデマを流してる人ってどういう思惑なんだろう。。。?思惑もなく、単に頭が悪いだけなのかな、、、?』と批判を投稿し、乙武洋匡もXに『この番組は生放送でないにもかかわらず該当箇所をカットしなかったということは、読売テレビも「処理水は安全基準を満たしていない」という認識なのでしょうか？読売テレビさん、見解をお願いします』と番組への疑問を呈する投稿をした[29]。田嶋の発言に対するこれらの批判等を受けて、東京都品川区主催で同年11月11日に開催予定だった『男女共同参画推進フォーラム2023』[注 46]が品川区長・副区長・担当者らの協議の結果、同年9月28日付で急遽中止されることになったが、この中止決定に対し区民有志からは『表現の自由に抵触する』などと中止撤回を求める要請書も出ている[30]。